# Aylett Hawes Buckner

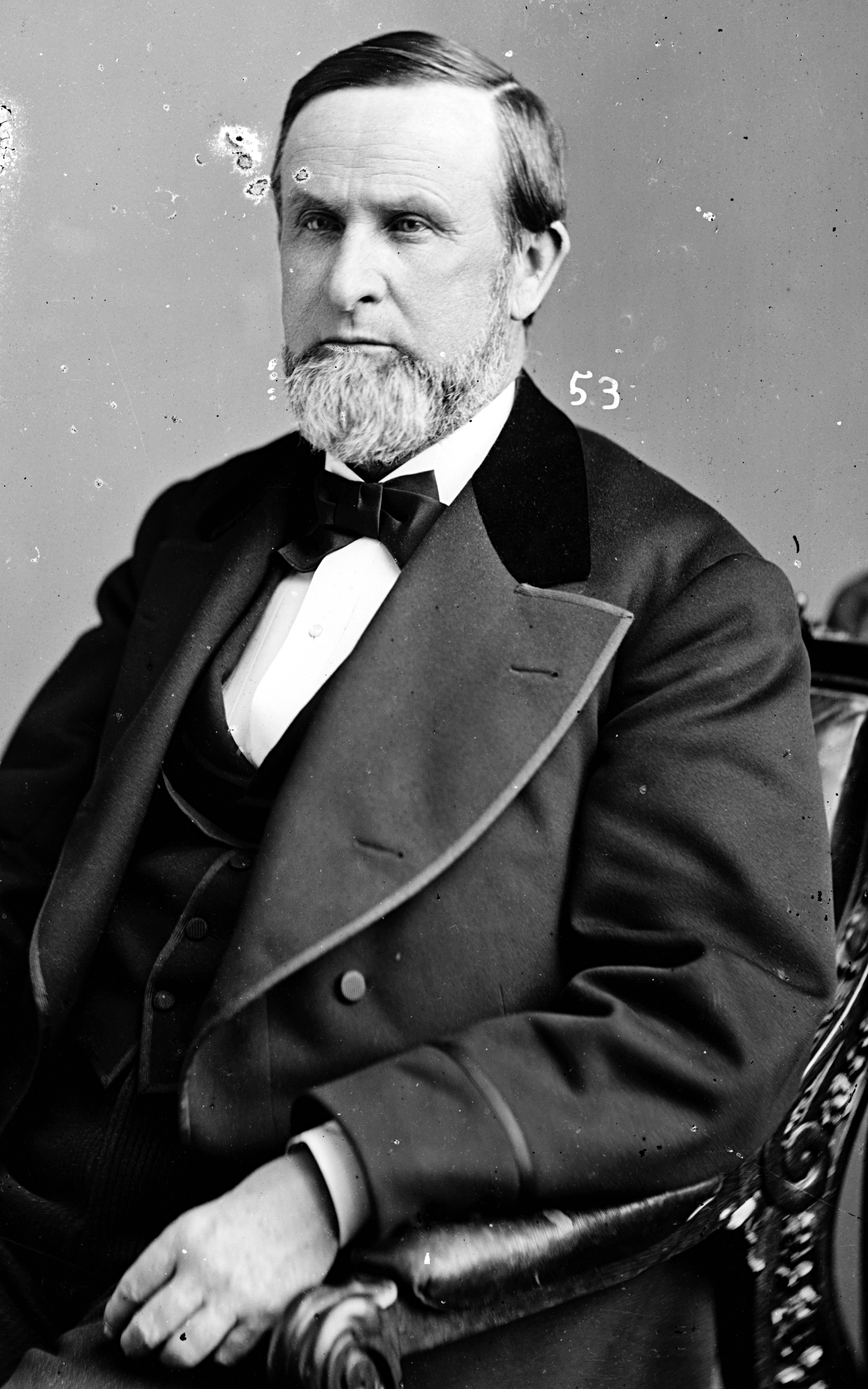
Aylett Hawes Buckner

Aylett Hawes Buckner (* 14. Dezember 1816 in Fredericksburg, Virginia; † 5. Februar 1894 in Mexico, Missouri) war ein US-amerikanischer Politiker. Zwischen 1873 und 1885 vertrat er den Bundesstaat Missouri im US-Repräsentantenhaus.

## Werdegang
Aylett Buckner war Mitglied einer bekannten Politikerfamilie. Er war der Neffe des Kongressabgeordneten Aylett Hawes (1768–1833) aus Virginia sowie ein Cousin von Richard Hawes (1797–1877), der Kongressabgeordneter für Kentucky und konföderierter Gouverneur dieses Staates war. Ein weiterer Cousin war der Kongressabgeordnete Albert Gallatin Hawes (1804–1849) aus Kentucky. Buckner besuchte das Georgetown College in Washington, D.C. und studierte danach an der University of Virginia in Charlottesville. In den folgenden Jahren arbeitete er als Lehrer. 1837 zog er nach Palmyra in Missouri, wo er stellvertretender Sheriff wurde. Nach einem Jurastudium und seiner 1838 erfolgten Zulassung als Rechtsanwalt begann er in Bowling Green in diesem Beruf zu arbeiten. Damals gab er auch die Zeitung „Salt River Journal“ heraus. Im Jahr 1841 wurde er Gerichtsdiener am Bezirksgericht im Pike County.
1850 zog Buckner nach St. Louis, wo er als Rechtsanwalt arbeitete. Zwei Jahre später, 1852, wurde er Anwalt für die Staatsbank von Missouri. In den Jahren 1854 und 1855 war er Staatsbeauftragter für öffentliche Aufträge (Commissioner of Public Works). Anschließend kehrte er in das Pike County zurück, wo er sich auf einer Farm nahe Bowling Green niederließ. Im Jahr 1857 wurde Buckner Richter im dritten Gerichtsbezirk von Missouri. Politisch schloss er sich der Demokratischen Partei an. Im Jahr 1861 war er Delegierter auf einer Konferenz in der Bundeshauptstadt Washington, auf der erfolglos versucht wurde, den Ausbruch des Bürgerkrieges in letzter Minute zu verhindern. Zwischenzeitlich zog Buckner nach Saint Charles. Außerdem wurde er in der Tabakverarbeitung sowie im Handel tätig. Später zog er in den Ort Mexico. Er wurde Vorstandsmitglied der örtlichen Demokratischen Partei. Im Jahr 1872 war er Delegierter zur Democratic National Convention in Baltimore, auf der Horace Greeley als Präsidentschaftskandidat nominiert wurde.
Bei den Kongresswahlen des Jahres 1872 wurde Buckner im damals neugeschaffenen 13. Wahlbezirk von Missouri in das US-Repräsentantenhaus in Washington gewählt, wo er am 4. März 1873 sein neues Mandat antrat. Nach fünf Wiederwahlen konnte er bis zum 3. März 1885 sechs Legislaturperioden im Kongress absolvieren. Seit 1883 vertrat er dort als Nachfolger von Theron Moses Rice den siebten Distrikt seines Staates. Von 1875 bis 1877 leitete Buckner den Ausschuss zur Verwaltung des Bundesbezirks District of Columbia. In drei seiner sechs Legislaturperioden war er Vorsitzender des Bankenausschusses.
Im Jahr 1884 verzichtete Aylett Buckner auf eine weitere Kandidatur. Nach seinem Ausscheiden aus dem US-Repräsentantenhaus zog er sich in den Ruhestand zurück. Er starb am 5. Februar 1894 in seinem Wohnort Mexico, wo er auch beigesetzt wurde.